# 330 Adalberta
330 Adalberta è un asteroide della fascia principale. Scoperto nel 1910, presenta un'orbita caratterizzata da un semiasse maggiore pari a 2,4676473 UA e da un'eccentricità di 0,2531518, inclinata di 6,75466° rispetto all'eclittica.
Il suo nome fu dedicato da Max Wolf a suo suocero, Adalbert Merx.
Max Wolf scoprì nel 1892 anche un altro oggetto, cui venne dato il nome di 330 Ilmatar e che poi si rivelò essere coincidente con 298 Baptistina; il nome fu quindi assegnato a 385 Ilmatar. Ad un altro oggetto, scoperto sempre da Wolf il 18 marzo 1892 e indicato con designazione provvisoria 1892 X, fu quindi dato il nome di 330 Adalberta, ma successivamente l'oggetto fu perso e non più ritrovato. Nel 1982, una ricerca condotta da West, Madsen e Schmadel appurò che le osservazioni di Wolf erano relative a due stelle e quindi l'oggetto relativo non esisteva. Il nome e il numero di 330 Adalberta furono riutilizzati per un altro asteroide, scoperto da Wolf nel 1910 e indicato con designazione provvisoria A910 CB.